# Comté de Grant (Oregon)
Pour les articles homonymes, voir Comté de Grant.
Le comté de Grant (anglais : Grant County) est un comté situé dans l'est de l'État de l'Oregon aux États-Unis. Il est nommé en l'honneur d'Ulysses Simpson Grant, l'ancien président des États-Unis. Le siège du comté est Canyon City. Selon le recensement de 2000, sa population est de 7 935 habitants.

## Géographie
Le comté a une superficie de 11 731 km2, dont 11 729 km2 de terre.

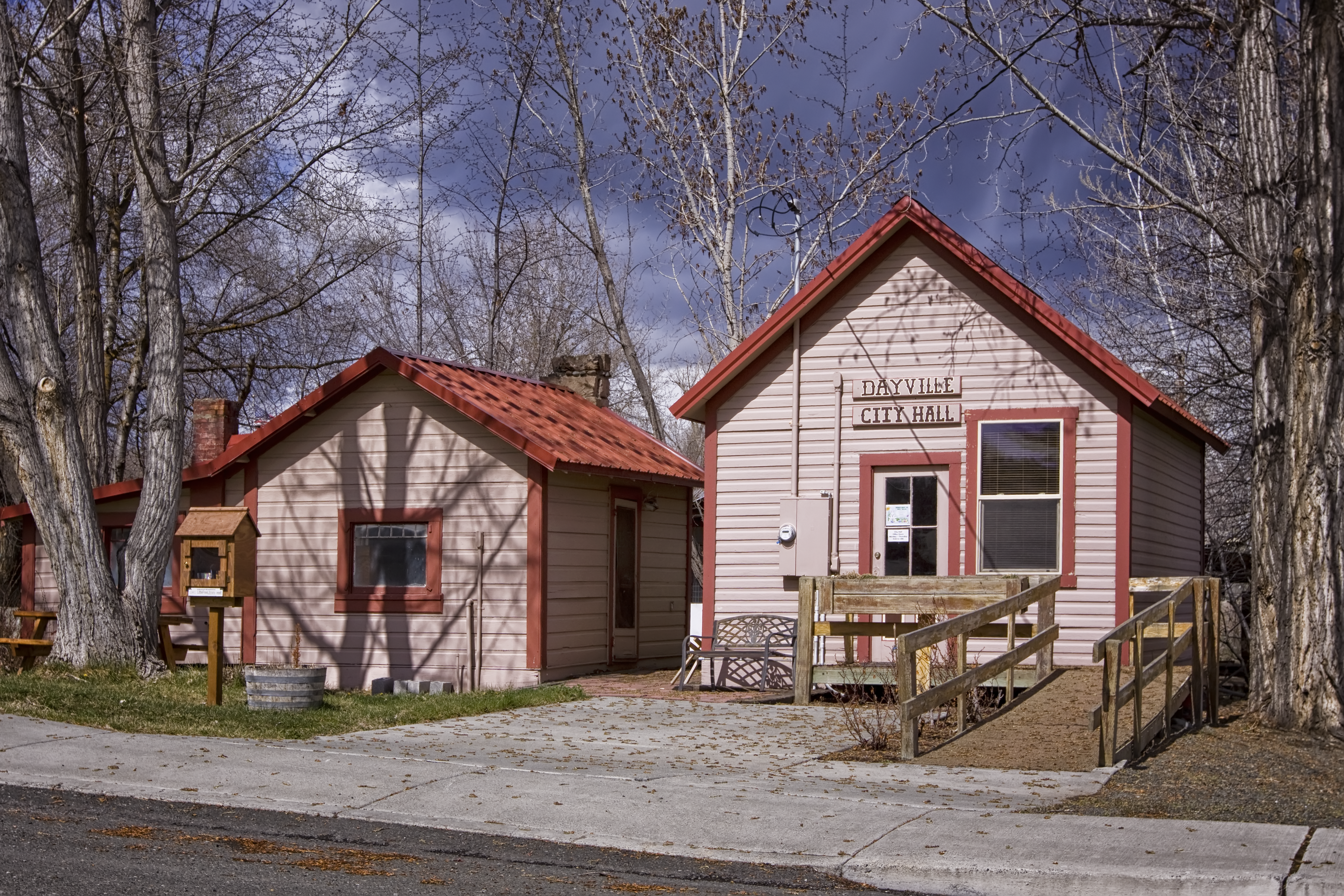
Mairie de Dayville.
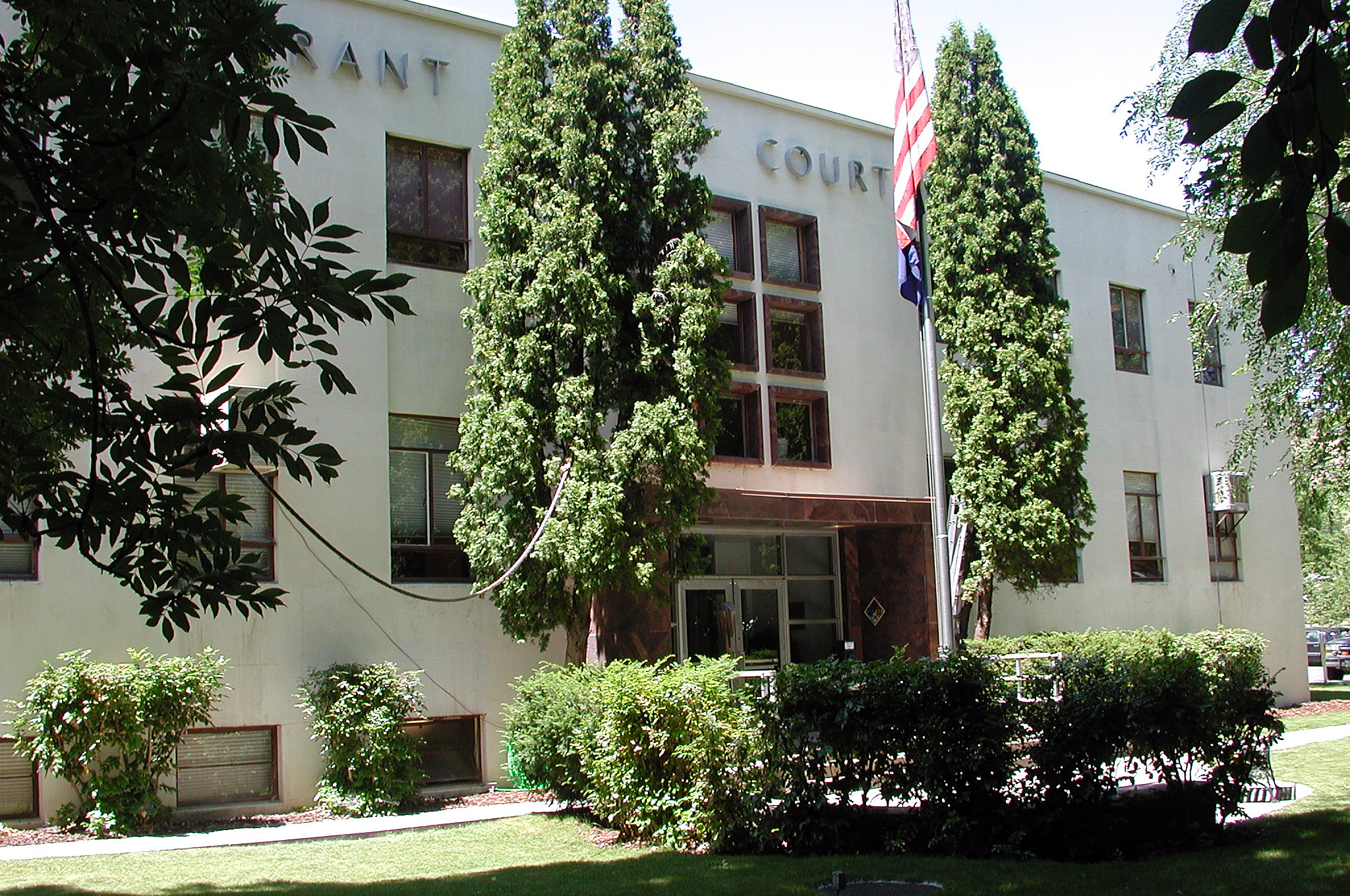
Cour de justice du comté, à Canyon City.
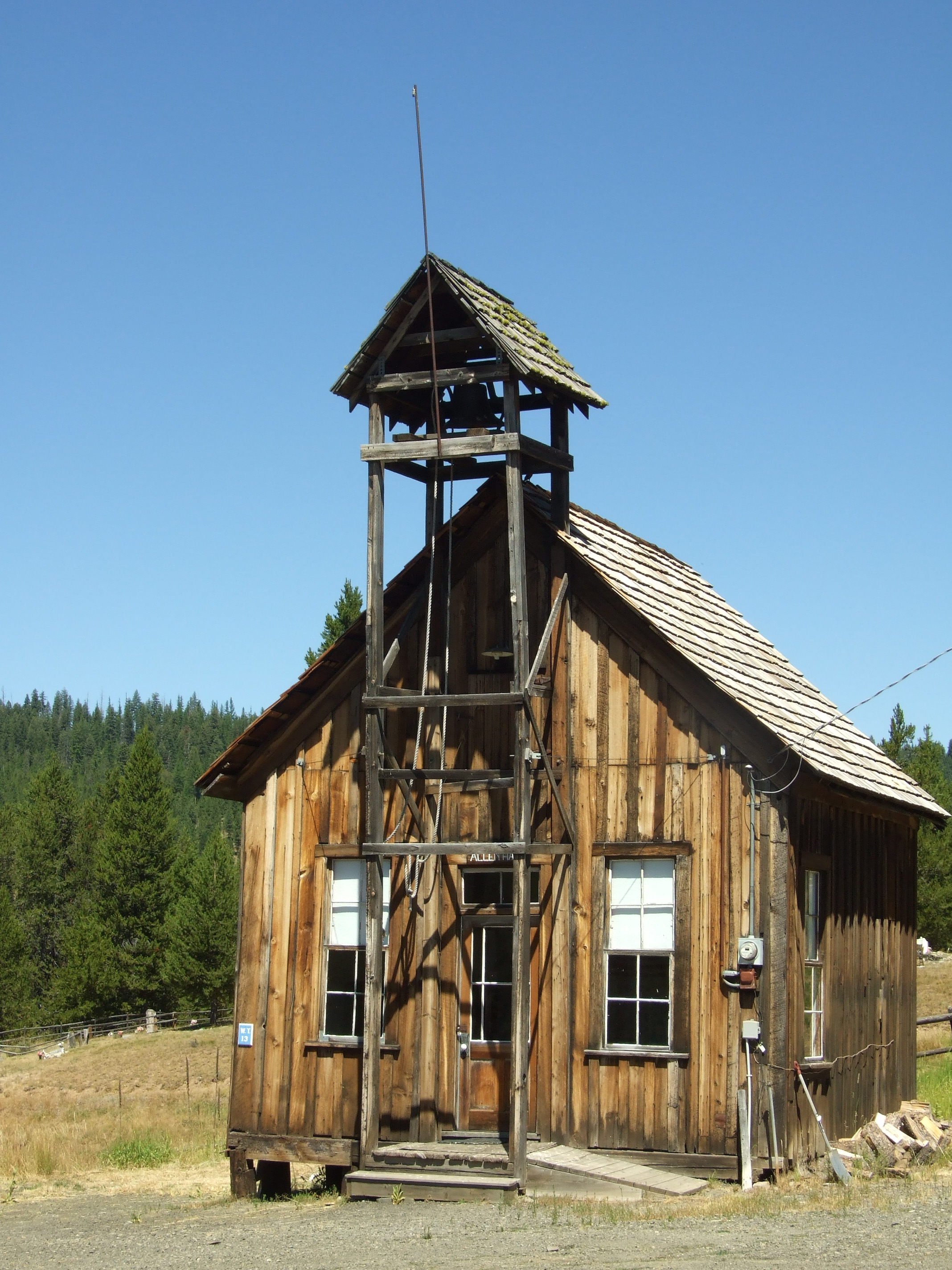
La ville-fantôme de Granite.

### Comtés adjacents
- Comté de Malheur (sud-est)
- Comté de Harney (sud)
- Comté de Crook (ouest)
- Comté de Wheeler (ouest)
- Comté de Morrow (nord)
- Comté d'Umatilla (nord)
- Comté d'Union (nord-est)
- Comté de Baker (est)